# Důl Vinnycka
Důl Vinnycka je uhelný důl, který se nachází v Doněcké oblasti na jihovýchodní Ukrajině. Důl byl založen v roce 1957. Projektovaná kapacita v době uvedení měla být 350 tisíc tun uhlí za rok. V 90. letech 20. století horníci vytěžili denně mezi 350 až 899 tun uhlí. Maximální výtěžnost se předpokládá na hranici téměř 15 milionu tun uhlí.

## Bližší popis dolu
Maximální hloubka dolu činila na konci 90. letech 20. století 440 metrů. Na délku měly chodby dolu v roce 1999 přes 53 kilometrů. V 90. letech 20. století pracovníci těžili sloje l3 a l4 o mocnosti přesahující i 1 metr. V 90. letech 20. století narůstal počet pracovníků o 13,8 % a samotný počet horníků o 24,41 %.